# فريتز القط
فريتز القط (بالإنجليزية: Fritz the Cat)‏ هو فيلم كوميدي مواجهة للكبار أُصدر في الولايات المتحدة سنة 1972. الفيلم من إخراج رالف باكشي وبطولة روزيتا لينوار وجون ماكوري وجودي إنجلز وفيل سيولينج.

## القصة
مطاردة على حركات الاحتجاج في الستينيات. بطلها هو القط توم-كات الجريء المهووس بالجنس فريتز القط ، كما صنعه الفنان الأسطوري روبرت كرامب. بعد مغادرة جامعة فريتز ، يتجول القط عبر مشاهد التجزئة والفهد الأسود وملائكة الجحيم ليجد نفسه.

## طاقم التمثيل
- روزيتا لينوار

- جون ماكوري

- جودي إنجلز

- فيل سيولينج

## التقييم
تلقى الفيلم نسبة تأييد 57% من المراجعات على موقع الطماطم الفاسدة بنائاً على 21 مراجعة نقدية، مع متوسط تقييم 10/5.40. على ميتاكريتيك حصل الفيلم على متوسط تقييم 100/54 بناءً على 7 مراجعة، مشيرا إلى ردود فعل متباينة أو متوسطة.

## الميزانية والإيرادات
بلغت تكلفة إنتاج الفيلم حوالي 700 ألف دولار بينما حقق أرباحاً تقدر بـ 90 مليون دولار.

## وصلات خارجية
- فريتز القط على موقع IMDb (الإنجليزية)
- فريتز القط على موقع ميتاكريتيك (الإنجليزية)
- فريتز القط على موقع روتن توميتوز (الإنجليزية)
- فريتز القط على موقع ألو سيني (الفرنسية)
- فريتز القط على موقع Turner Classic Movies (الإنجليزية)
- فريتز القط على موقع أول موفي (الإنجليزية)
- فريتز القط على موقع فيلمافينيتي (الإسبانية)
- فريتز القط على موقع قاعدة بيانات الفيلم (الإنجليزية)
- فريتز القط على موقع ليتربوكسد (الإنجليزية)
- فريتز القط على موقع كينوبويسك (الروسية)